# Focomelia
La focomelia (dal greco φώκη, fōkē, «foca», e μέλος, mélos, «membro», cioè «arto da foca») è una grave malformazione per cui gli arti superiori e/o inferiori non sono sviluppati in parte o in toto.
La malformazione può essere mono o bilaterale ed interessare porzioni più o meno estese degli arti. Nei casi più gravi sono presenti solo abbozzi rudimentali di dita all'altezza della spalla. È associata a difetti cardiaci, mancanza dell'orecchio esterno o malformazioni intestinali.

## Focomelia da talidomide
Durante gli anni sessanta si osservò un incremento netto dell'incidenza di focomelia. Studi successivi dimostrarono che questo evento era correlato con l'uso durante la gravidanza di un farmaco sedativo dotato di proprietà antiemetiche, la talidomide, distribuito dalla società farmaceutica tedesca Grünenthal con il nome commerciale di Contergan. Questo farmaco è composto da una miscela racemica nella quale uno dei due enantiomeri si è successivamente dimostrato possedere attività teratogena.
Il periodo di sensibilità maggiore, da parte del feto, rientra tra il 34º e il 50º giorno di gravidanza. La talidomide agisce sulle creste gangliari, inibendo la formazione dei gangli spinali i cui neuroni sono indispensabili per il normale sviluppo delle ossa lunghe degli arti.
Lo scandalo che ne seguì scosse profondamente la società, il mondo della medicina e quello della ricerca scientifica, inducendo a una maggior cautela e a un maggior numero di prove sperimentali prima di immettere sul mercato nuovi farmaci. Il caso della talidomide ha rappresentato il primo esempio di farmacovigilanza. Le prime ipotesi di una connessione tra la somministrazione di talidomide e la focomelia si ebbero grazie ad una segnalazione spontanea del medico Widukind Lenz nel 1960.
Successivamente si capì che la sperimentazione animale non era stata condotta correttamente, per ignoranza; il farmaco non era stato testato durante un preciso momento della gestazione. Infatti come le donne sono sensibili a questa peculiare azione della talidomide solo durante un preciso periodo della gravidanza, così il ratto e il coniglio sono sensibili per un ridottissimo intervallo di tempo (pochi giorni) durante la gestazione.
Gli individui affetti da questa forma di focomelia sono stati denominati dai mass media “figli della talidomide”.
Oggi il farmaco è autorizzato in quasi tutti i paesi europei (Italia compresa) ed extra-europei per trattare la lebbra, specifiche forme tumorali (mieloma multiplo) o altre patologie.

### Responsabilità civile
Dal 5 ottobre 2009 lo Stato italiano riconosce un'indennità mensile alle vittime della talidomide nate tra il 1959 e il 1965. Il 20 agosto 2016 il parlamento italiano ha approvato una legge strutturata come una proroga della precedente del 2009, fissando un limite massimo di dieci anni per chiedere l'indennizzo, la cui erogazione è regolata dal Decreto 17 ottobre 2017.